# ダルマチア王国

ダルマチア王国
Kraljevina Dalmacija (クロアチア語)
Königreich Dalmatien (ドイツ語)
Regno di Dalmazia (イタリア語)

1914年のオーストリア＝ハンガリー帝国におけるダルマチア王国の位置（赤）

ダルマチア王国（ダルマチアおうこく、クロアチア語: Kraljevina Dalmacija; ドイツ語: Königreich Dalmatien; イタリア語: Regno di Dalmazia）またはダルマティア王国は、1815年のウィーン会議から1918年のオーストリア＝ハンガリー帝国解体まで存在したオーストリア帝国およびオーストリア＝ハンガリー帝国の構成国の一つであり、オーストリア帝冠領に属していた。ダルマチア全域を領有し、首都はザダルに置かれていた。

## 歴史
第一次対仏大同盟中の1796年、フランス共和国はイタリア遠征を開始し、司令官であったナポレオン・ボナパルトはハプスブルク家領であったミラノ公国とマントヴァ公国へと侵攻した。ナポレオン軍は敗走するオーストリア軍を追って中立国であったヴェネツィア共和国領にも侵入し、翌年2月2日には第一次マントヴァ包囲戦でも勝利した。4月18日、休戦のため締結されたレオーベン条約でヴェネツィア共和国領をオーストリアに割譲することが決定し、10月18日には講和が成立してカンポ・フォルミオ条約が調印された。この条約でハプスブルク帝国はオーストリア領ネーデルラントを放棄し、チザルピーナ共和国の独立を認めた。フランスはヴェネツィア共和国のオーストリアへの併合を認め、ヴェネツィア領であったダルマチアはオーストリアの支配下に置かれた。
ヴェネツィア領ダルマチアには、北のラブ島とカルロバーグ（Karlobag）からアドリア海沿岸を下って南のブドヴァまでの領域が含まれていたが、ラグサ共和国（ドゥブロヴニク）は1808年まで独立を維持していた。 1804年にフランツ2世が（フランツ1世として）オーストリア皇帝を名乗った際には「ダルマチア王」も名乗ったが、アウステルリッツの戦いでオーストリアが敗北して1805年にプレスブルクの和約が結ばれると、ダルマチアはフランスに割譲されてイリュリア州の一部となった。 1814年から15年にかけて行われたウィーン会議によってダルマチアと旧ラグサ共和国領が再びオーストリア領となると、この地域にダルマチア王国が成立した。
1850年頃、オーストリアはコトル湾の海上交通を管理するためにプレヴラカ（Prevlaka）要塞を建設した。 1848年のハンガリー革命の際、ダルマチアは一時的にクロアチア王国のバン、ヨシップ・イェラチッチの支配下にあったが、ダルマチア国会で多数を占めたイタリア語話者達はオーストリア帝冠領としての王国の自治を唱え、クロアチア国家復興におけるクロアチア・スラヴォニア及びダルマチア三位一体王国実現要求に反対した。 1867年のアウスグライヒでダルマチア王国とクロアチア＝スラヴォニア王国の統一が否定され、クロアチア＝スラヴォニア王国がハンガリー王冠領に属する一方、ダルマチア王国はオーストリア帝冠領に属していた。
ダルマチア王国は、1918年までオーストリア＝ハンガリー帝国内の独立した行政区画であったが、第一次世界大戦で帝国が崩壊すると、イタリア王国に併合されたザダル、ラストヴォ島（en）、パラグルジャ島を除いてスロベニア人・クロアチア人・セルビア人国の、その後はセルビア人・クロアチア人・スロベニア人王国（後のユーゴスラビア王国）の一部となった。1921年のヴィドヴダン憲法によって、王国の大部分はスプリット州とドゥブロヴニク州に分割され、コトル湾はゼータ州の一部になった。

### ハプスブルク帝国時代
1797年にヴェネツィア共和国の滅亡を迎えると、ダルマチア全土で多くの労働者と市民は反乱を起こした。
ダルマチアとクロアチア王国、スラヴォニア王国の統一を求めるクロアチア民族再生運動が起こり、フランシスコ会はじめ多くの聖職者も参加した。一例としてゴルニィ・カリン（hr:Gornji Karin）村では集会を開いて統一を要求した。運動にはスプリトの大司教レリイェ・チピコ（en:Lelije Cipiko）、マカルスカ（hr:Makarska）司教、そして正教会の聖職者らも加わった。そして1797年6月には、皇帝にクロアチア王国統一の承認を求めるべくウィーンを訪問する代表団を結成した。ところが、同年10月18日にフランスとハプスブルク帝国の間で調印されたカンポ・フォルミオ条約によってダルマチアはオーストリアの支配下に入ったため、代わりにクロアチア総督（バン）に請願することにした。この条約によって旧ヴェネツィア領は2つの州に分割され、ハプスブルク帝国はイストリアとダルマチアを獲得した。
約4,000人の兵士を擁するオーストリア軍は、新たに獲得したこの領土に向けてクロアチア人の将軍マティアス・ルカヴィナ（Mathias Rukavina von Boynograd）に率いられて進軍した。三位一体王国の統一を支持するルカヴィナ将軍はダルマチアの軍政官に任命され、民衆と聖職者たちはクロアチア人が先導する軍隊の到着を歓迎した。しかし、ダルマチアは新たな領土として自治政府が置かれず、オーストリア政府の直轄とされた。
1798年、ダルマチア総督を筆頭とする王立政府（クロアチア語: Carska i kraljevska Vlada  ;イタリア語: Cesareo Regio Governo  ）がザダルで設立された。総督と官僚はダルマチア王（オーストリア大公）によって任命され、ヴェネツィアの「イストリア・ダルマチア及びアルバニア宮廷委員会」（クロアチア語: Carsko i kraljevsko dvorsko povjerenstvo za Istru, Dalmaciju i Albaniju  ;イタリア語: Ces. Reg. commissione aulica per l'Istria, Dalmazia ed Albania）の、1802年以後は「ダルマチア及びコトル湾ウィーン王室区（クロアチア語: Sekcija za Dalmaciju i Boku kotorsku Dvorske kancelarije  ）の管轄下に置かれた。また、ダルマチアは行政裁判所地区に分割され、司法官と裁判官が治めていた。行政裁判所はツレス、クルク、ラブ、パグ、ザダル、ニン、ノヴィグラード(ザダル郡のもの)、 スクラディン、シベニク、クニン、シニ 、トロギル、スプリット、 クリス 、オミシュ、ブラチ、フヴァル、コルチュラ、イモツキ、マカルスカ、 ポルイカ、メトコヴィチに置かれていた。1802年、宮廷はダルマチアとクロアチア王国及びスラヴォニア王国の統一要請を公式に却下した。フランス領になるまで、オーストリア政府は既存の統治機構をあまり変えず、教育と司法の限られた改革しか実施しなかった。特筆すべきことは1803年、ザダルにギムナジウムが開設されたこと程度である。アウステルリッツでオーストリアがナポレオンに敗北して1805年にプレスブルクの和約が結ばれると、その規定に従ってダルマチアはフランス帝国に引き渡され、フランスの従属国であるイタリア王国へと併合された。こうして、オーストリアによるダルマチア統治は一度終わった。

### フランス帝国時代
プレスブルクの和約により、ナポレオンはダルマチアの引き継ぎのためガブリエル・ジャン・ジョセフ・モリトール（Gabriel Jean Joseph Molitor）将軍を派遣した。 1806年2月、フランスはネレトヴァ川までのダルマチア北部を占領した。一方、和約によってフランス領となったコトル湾はモンテネグロ主教領とその保護者であるロシア帝国によって占領された。さらにモンテネグロはロシア海軍の支援を受けてコルチュラ島を占領し、ラグサ共和国をも占領しようとした。 

#### ラグサ共和国の終焉
プレスブルクの和約で、フランスはダルマチアとコトル湾の全権を獲得した。そして、その間に位置していたラグサ共和国（ドゥブロヴニク）は、ダルマチアとコトル湾の間の陸上交通の障壁となっていた。ナポレオン軍と弱体化したオスマン帝国がに挟まれることとなった共和国は、もはや安全を保てず、1806年5月27日、モンテネグロとロシア海軍によって危険にさらされたラグサ共和国は、フランス軍に抵抗することなく降伏した。すなわち、ジャック・アレクサン将軍の指揮下にある約1,200人の兵士からなるフランス戦隊が、偽りのふりをして街に入ったのである。フランス軍がドゥブロヴニクに入ってから、後背地のセルビア人の支援を受けたモンテネグロ＝ロシア連合軍によるオスマン帝国での軍事作戦が始まった。結果1806年10月初め、オーギュスト・マルモン将軍の手助けによって、敵対したロシア軍は共和国領から追放され、その後まもなくフランスがラグサ共和国政府を引き継いだ。多数のフランス軍の駐屯はドゥブロヴニクを財政的に疲弊させた。ラグサ海軍は地中海の港で破壊または喪失され、後背地との高利潤だった貿易も中断された。1808年1月31日、マルモン将軍はナポレオンの承認を得てドゥブロヴニクの議会を解散し、ラグサ共和国を廃止した。共和国の廃止後、コトル湾のあるドゥブロヴニク地域はイタリア王国の支配下に置かれ、1810年から1814年の間はフランスのイリュリア州に含まれていた。

#### フランス帝国時代のダルマチア

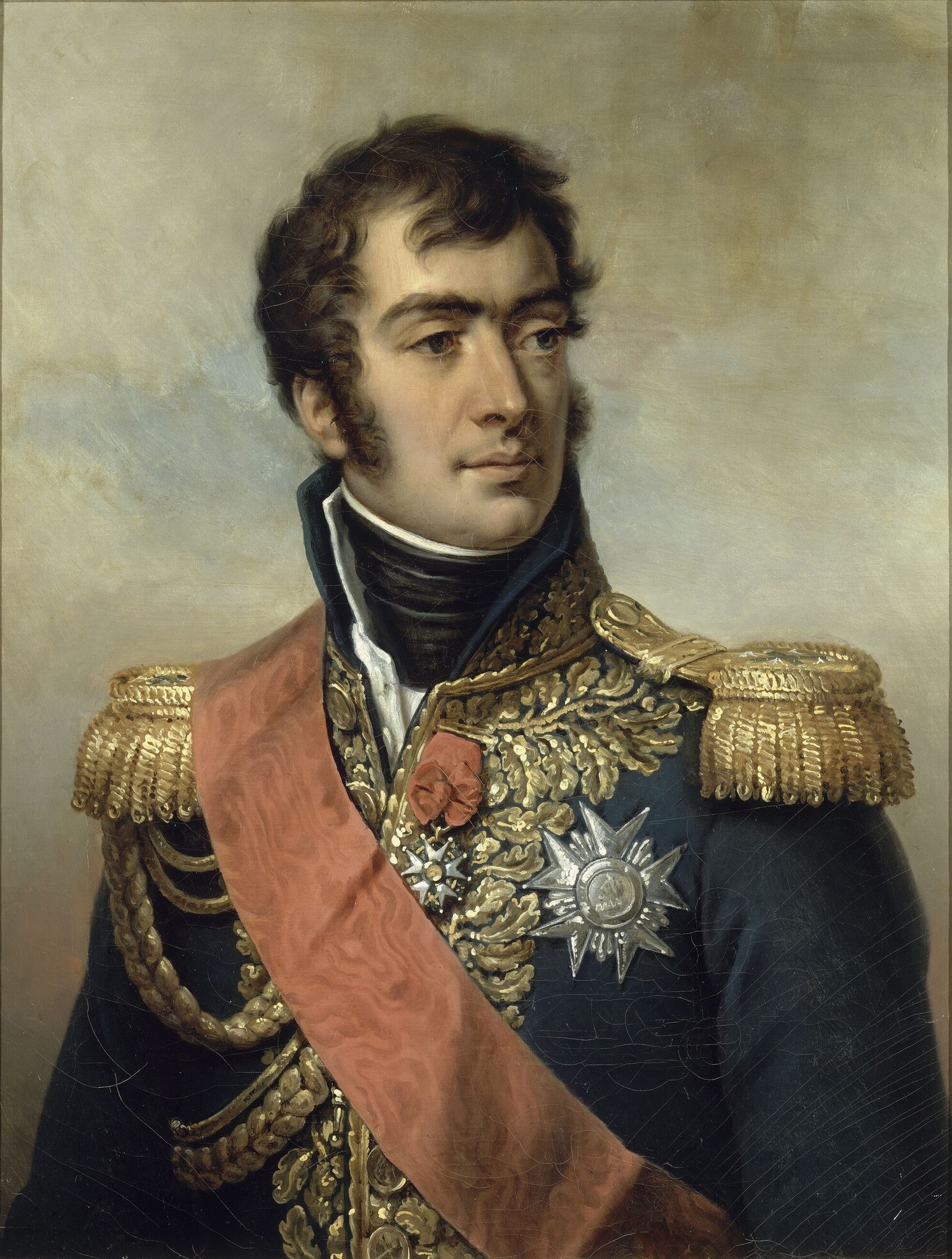
オーギュスト・マルモン元帥、フランス統治時代（1806-1813）のダルマチアの軍司令官

ダルマチア占領後まもなく、ナポレオンはヴィンチェンツォ・ダンドロ将軍をダルマチア総督(Prov(v)editore Generale)に任命し（1806年4月28日に任命）、オーギュスト・マルモン将軍をダルマチア軍司令官に任命した（1806年6月12日に任命）。フランス領ダルマチアは、首都をミラノを置いていたイタリア王国と行政的に結びついていた。 1809年10月14日、シェーンブルンの和約によりイリュリア州が創設され、ダンドロ将軍を筆頭とするダルマチア政府（イタリア語: La Proveditura Generale  ）がザダルに置かれてイタリア語が公用語になった。ダルマチアの利権は、ミラノのイタリア王国中央政府で働いていたいわゆるダルマチア大臣によって（正式にのみ）提唱された。 イヴァン・ストラティコは長い間大臣を務めていた。ダルマチア政府は部門長が率いる6つの部門（司法、内務、財務、軍事、教育、会計）に分割され、さらには1人の警察監督官と1人の軍監督官がいた。それらすべては事務総長（イタリア語: Segretario Generale）が管轄していた。ダルマチア総議会（イタリア語: Consiglio Generale della Dalmazia  ）は諮問機関であり、地区の住民の数に応じて各地区から1人以上、政府によって選ばれた48人の議員で構成されていた。最初の議員は政府のみによって任命されたが、その後は毎年12人が辞任し、議会がリストを提案してそこから政府が12人の新しい候補者を選ぶという形式で任命した。議会では総督が議長を務め、ダルマチアの諸問題について議論していた。議会の決定は、総督の正式な認可後にのみ有効であった。
司法は行政から分離されていた。 全ての地区と特別重要な地域に22の地方裁判所（イタリア語: Giudici Locali o di Pace）があった。ザダル、スプリト、ドゥブロヴニクには、地方裁判所とすべての民事・刑事裁判の第一審裁判所の控訴先である高等裁判所が置かれた。さらに、裁判所の評決に対する控訴裁判所がザダルに置かれ、ミラノには最高裁判所（イタリア語: Tribunale di Cassazione）が置かれた。当初の意図はフランス民法典（ナポレオン法典）の導入であったが、特に財産、相続、婚姻問題における一般的な認識と慣習の違いのため実行不可能であることがすぐに明らかになった。したがって、フランスの法律に加えてオーストリアとヴェネツィアの法律も暗示されていた。法の下の平等もこのとき導入された。 
ダルマチアは郡、地区、市、村に分けられた。具体的に述べると、ダルマチアはザダル、シベニク、スプリト、マカルスカの4つの郡に分割され、ザダル郡は6つ（ザダル、クルク、ツレス、ロシニ、ラブ、パグ）、シベニク郡は3つ（シベニク、スクラディン、クニン）、スプリット郡は5つ（スプリト、トロギル、シニ、ネレジシュチャ、フヴァル）、マカルスカ郡は3つ（マカルスカ、イモツキ、コルチュラ）の地区に分割された。郡は総監（イタリア語: Delegato  ）が、地区は副総監（イタリア語: Vice-delegato）が、市は市長が、村は長老（イタリア語: Capitani-anziani  ）が統治していた。1809年、ティルジットの和約でコトル湾がフランス領となってイリュリア州に編入されると、ドミニク・ガラグニンが特別総督に任命され、4つの郡（ツァヴタット、ストン、ロプド、コトル）と2つの地区（ヘルツェグ・ノヴィとブドヴァ）を統治した。
新たな領土管理機構は、ダルマチアで運用されてきたヴェネツィア型の統治機構を根本的に再定義した。ヴェネツィア時代の統治機構の一部の形態が保持され、たとえば総督の地位や、軍事用語では改革された国軍の機関名などが引き継がれた。しかしフランスによる統治の間、ダルマチアの経済的繁栄についてはあまり顧みられなかった。 フランス統治下でのダルマチア文化復興の最初の特徴は、二言語で書かれた週刊誌「Il Regio Dalmata – Kraglski Dalmatin」の発売であり、その創刊号は1806年7月12日に発行された。ダンドロ将軍が到着したときダルマチアには事実上学校がなかったため、特に教育に目が向けられた。また、フランスはクロアチア北部やボスニアの一部との道路接続を画策した。新たな道路の建設はおそらく軍事戦略上の利益（イギリスとロシアによるアドリア海の海上封鎖に関して）によるものであったが、それらは経済的目的でも使用された。多くのダルマチア人、特にフランシスコ会の下級聖職者は、フランスが実施したダルマチアの近代化政策によって自治体や企業に持っていた多くの特権を取り消したため、「無神論者とジャコバン派」がいるとしてフランス政府を嫌っていた。

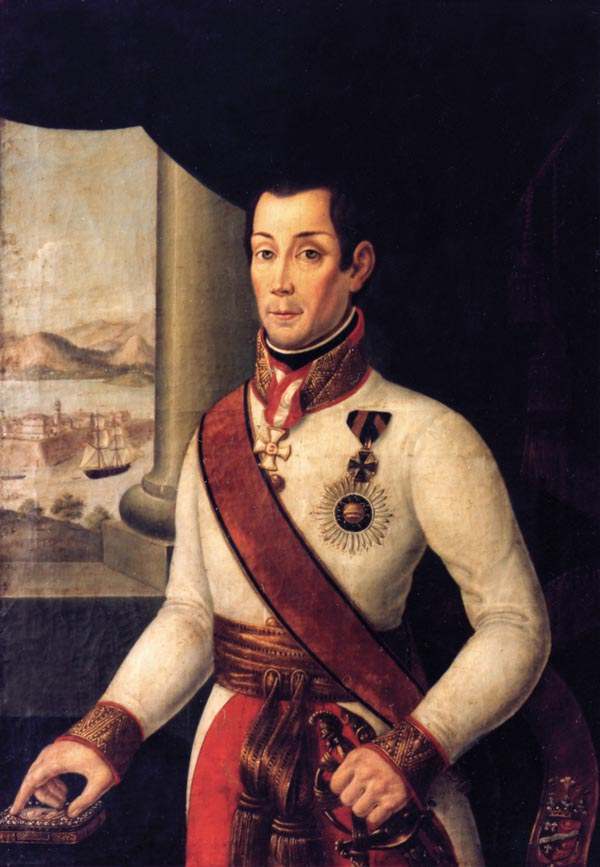
ダルマチア王国の初代総督であるフランニョ・トマシッチ

### ダルマチア王国時代

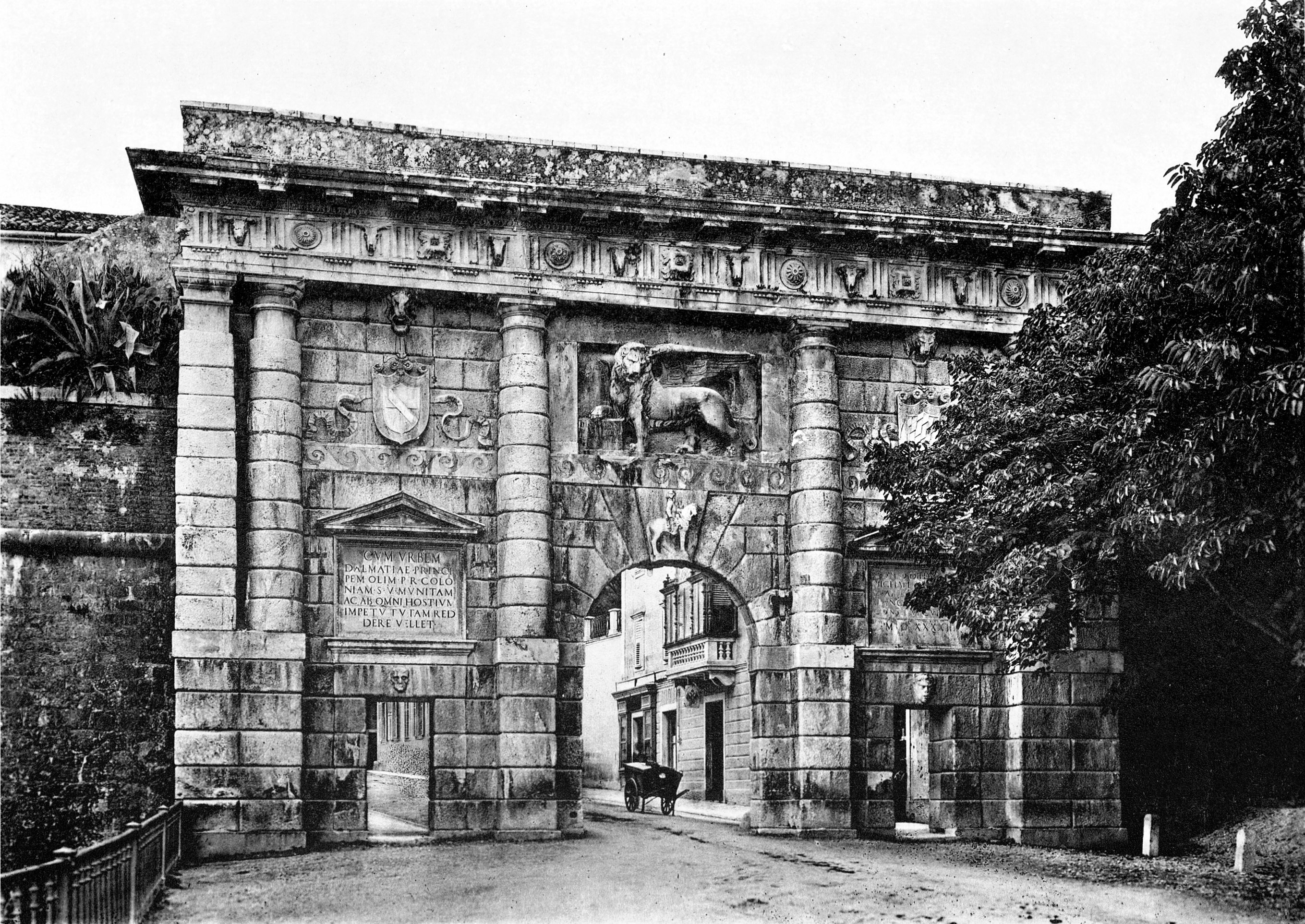
陸門（Kopnena Vrata）。1543年に造られ、ダルマチア王国の首都となったザダルにあった（1909年）。

1811年にはすでにイギリスはヴィス島を占領し、翌1812年にはラストヴォ島、コルチュラ島、ペリェシャツ半島、フヴァル島、ツァヴタット、ドゥブロヴニク、スプリトを占領した。コトルはロシアによって陥落させられ、1813年にライプツィヒの戦いでナポレオンが敗北すると、オーストリア帝国がイリュリア州を占領した。ダルマチアの占領は1813年の秋から始まり、フランニョ・トマシッチ将軍率いる2,900人のクロアチア兵によって簡単に成し遂げられた。これはダルマチアの聖職者、特にフランシスコ会の指導の下、ダルマチアの民衆が解放者としてオーストリア軍を受け入れたためである。ザダルの降伏（12月6日）後、トドール・ミルティノビッチ将軍がドゥブロヴニク（1814年1月27日降伏）とコトル湾を占領するための軍事作戦を開始し、1814年6月に完了した。したがって、ズルマニャ川からブドヴァまでの範囲は再びオーストリアの支配下に置かれ、1815年のウィーン会議で承認された。 
ダルマチアには新たに州政府が設立され、トマシッチ男爵はその総督に任命された。ラブ島からブドヴァにかけての地域を統合するため、ウィーンの裁判所は特別な領土単位としてダルマチア王国を設立した。同じ意図で、ローマ教皇レオ12世は1828年に教皇勅書「聖ペテロの御所（ラテン語: Locum Beati Petri）」を発布し、それによってスプリット大司教区とドゥブロヴニク司教区を含むすべてのダルマチア教区の上に、ザダル首都大司教管区を設立した。 1816年から1822年の間に、中央政府と王国政府のすべての組織がザダルに設立された。司法再編も行われ、これらの行政および司法機関は1852年または1854年まで、一部は1868年まで機能した。このように行政全体が改革され、新たに成立した司法機関および州の統治機関は、僅かな変更を加えられながら1918年までダルマチア王国に存在し続けた。1861年、二月特許の規定によってダルマチア国会が設立された。オーストリア政府はダルマチアを帝国に繋ぎ止めるため、主にオーストリア大公国と北イタリア（ウィーン会議以後オーストリアが支配）から公務員をダルマチアに派遣していた。1832年、ヴェレビト山脈のマリ・アラン峠を通る新たな道路が開通し、ダルマチアとクロアチア大陸部を結ぶ唯一の交通路となった。また、このダルマチア王国時代にオーストリア政府は学校を増やした。 1839年までに50校が、1846年までに約150校が開かれ、児童の3分の1が在籍していた。学校でのクロアチア語教育はほとんど例外で、イタリア語教育よりも少なかった。

#### ダルマチアでのクロアチア国民復興
フランスとオーストリアの統治とクロアチア王国におけるイリュリア運動の思想は、ダルマチアでのクロアチア国民意識の目覚めに大きく貢献した。1835年、ボジダル・ペトラノヴィッチはザダルで「セルビア＝ダルマチア雑誌」（クロアチア語: Srbsko-dalmatinski magazin）の印刷を始め、1844年にはアンテ・クズマニッチが「ダルマチアの黎明」（クロアチア語：Zora dalmatinska）という雑誌を立ち上げた。そして、それまで聖職者によってのみ奨励されていたダルマチアの言語的および国家的認識の確立に取り組み始めた。諸国民の春は当初、ヴェネツィア共和国の再建を望んでいたマルコ主義者（ヴェネツィアの守護聖人が聖マルコであることからこう呼称される）と、ハプスブルク家を支持する君主主義者との間に政治的分裂を引き起こした。選挙制度により裕福なイタリア人が都市とその議会を完全に支配していたため、ダルマチアとクロアチアの統一のための「同血同語のダルマチア兄弟」へのクロアチア王国の郡議会と市議会の提案は拒否された。しかし、なおもクロアチア国家運動は非常に強力であり続けた。自治党が統一を拒否したことに対して、ダルマチア後背地の牧師らと住民らはクロアチアのバンであるヨシップ・イェラチッチに書状を送り、彼らはまだ統一を求めており、反対派は非常に少数であると述べた。 1848年12月、オーストリア皇帝フランツ・ヨーゼフ1世はイェラチッチをダルマチア総督に任命した。これはスプリトとザダル（いずれも自治党の統治下）によって反対されたが、クロアチア人、特にドゥブロヴニクのクロアチア人は大きな期待を持ってイェラチッチと面会した。しかし、結局提案はほとんど実現されなかった。イェラチッチの役割は大部分が儀式的なままであり、ウィーンの裁判所が統一に関するいかなる議論も拒否したことが理由として大きい。 1851年、イェラチッチはダルマチアを訪れ、ドブロタで格別の熱意とともに歓迎された。また、統一の反対者（特にイタリア人）に対抗するためクロアチア人はダルマチア中に、主に「スラヴ」の名を冠した公立図書館と文化社会を設立した。こうした運動の結果、政府はクロアチア語をダルマチアの学校で第二言語として教えることを決定した。しかしそれでもクロアチア語が教えられている学校は多くなかったため、フランシスコ会は1854年、シニに最初のクロアチア語のギムナジウムを設立した。

#### 人民党と自治党の対立

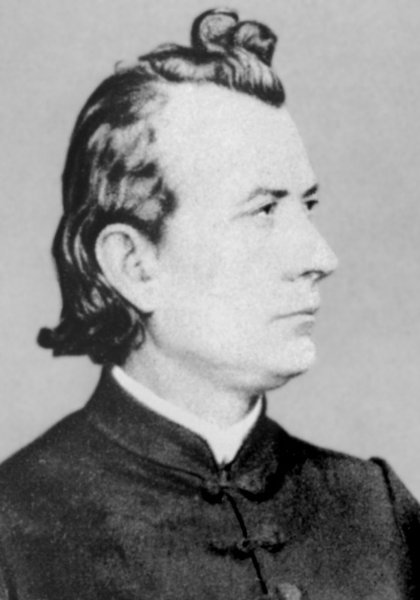
ミホヴィル・パヴリノヴィッチは、ダルマチア・クロアチア・スラヴォニアの統一を提唱した最も著名な人物の1人であった。

1860年、オーストリア皇帝フランツ・ヨーゼフ1世は帝国の憲法上・政治上のあり方を更新すると決定し、拡張された帝国議会を召集した。クロアチア王国及びスラヴォニア王国の代表であるアンブローズ・ヴラニツァニとヨシプ・ユーライ・シュトラスマイエルは、クロアチア＝スラヴォニア王国とダルマチア王国の統一について疑問を投げかけた。ダルマチアの代表であるフラーネ・ボレーリは、イタリア人は確かにダルマチアの少数派であると述べたが、イタリア人は統一の適切な時期であるとは信じていないとも述べた。当時、ダルマチアには2つの対立する政党が存在した。ミホ・クライッチとミホヴィル・パヴリノヴィッチが率いるクロアチア民族主義の革新派である人民党と、アントニオ・バジャモンティとルイージ・ラペンノが率いるイタリア民族主義の保守派である自治党である。自治党は、ダルマチア総督ラザル・マムラ、ザダル市とスプリト市、他のいくつかの小さな都市と地方自治体、そして統一が成立した場合にクロアチア＝スラヴォニア王国とハンガリー王国、そしてオーストリア帝国全体が弱体化することを恐れたウィーンの裁判所によって支持されていた。一方で人民党は、スタリー・グラード、ヴルボスカ、メトコヴィチ、ボル、ドゥブロヴニクとコトルで支持されていた。人民党の政策の要点は、ダルマチアとクロアチア＝スラヴォニアの統一と、行政と教育におけるクロアチア語の導入であった。
1860年にザグレブで開催されたバン会議の招集の際に、ダルマチアの代表が統一について議論するため招待されたが、マムラに支持される自治党は、会議の主導を妨害した。ダルマチア国会は1861年に最初に召集され、ダルマチア人口の約20％を占めるに過ぎない大地主、書記官、裕福な市民の代表が大きな利点を持っていた不公平な選挙制度の影響もあり、自治党が議席の過半数を占めた。こうして成立した国会はダルマチア王国のクロアチア王国及びスラヴォニア王国との統一を拒んだ。1866年に起こった普墺戦争に伴う第3次イタリア独立戦争ではヴィス島沖でリッサ海戦が行われ、オーストリアは両戦争での敗北によって未回収のイタリアを除く北イタリアを喪失した。翌1867年、アウスグライヒによってオーストリア＝ハンガリー帝国が成立すると、オーストリア帝冠領とハンガリー王冠領の分裂が強化され、ダルマチア王国とクロアチア王国及びスラヴォニア王国の統一は遠ざかった。これを受けて野党である人民党はダルマチアをクロアチア化するための政治・文化的闘争に再帰し、特に学校教育に焦点を当てて教育言語としてのクロアチア語の導入を求めた。この目的は、自治体の管轄であった学校の教育課程に手を加えることで、自治体での支持を獲得することであった。1862年、人民党はイタリア語を母語とする有権者の支持を獲得するために、イタリア語の週刊誌「Il Nazionale」を立ち上げた。人民党は後にクロアチア語の週刊誌「Narodni list」の発行も開始した。1869年、ミホヴィル・パヴリノヴィッチはクロアチアの政治計画「Hrvatska misao」を記し、クロアチア独立の権利とダルマチアを含むすべての「歴史的なクロアチアの領土」を含む統一立憲クロアチア国家の設立を提唱した。
1869年10月、クリヴォシイェ蜂起と呼ばれる武装蜂起がコトル湾後背地のクリヴォシイェで発生した。 この蜂起は、1866年の普墺戦争におけるケーニヒグレーツの戦いでのオーストリア帝国に対するプロイセン王国の決定的な勝利によって、帝国政府が伝統的に徴兵を免除されていたクリヴォシイェの民衆に強制徴兵を課したことで発生した。徴兵制によって水夫は海での労働を奪われ、山に住んでいた人々は武装解除によってヘルツェゴビナで大小の牛を狩る機会を失った。徴兵制が再び廃止され、民衆の武器保有が許可されたのは、1870年1月11日に和平協定が締結されたときであった。 
人民党と自治党の間の緊張が高まるにつれて、ますます衝突は激しくなっていった。 1869年7月31日、水路学視察のイタリア船で、イタリアの船員とクロアチアのシベニク市民とが衝突し、14人のイタリア人船員と数人のクロアチア人が重傷を負った。この衝突はイタリア王国とオーストリア・ハンガリー帝国の間の外交問題に発展し、モンツァンバーノ事件として知られている。この期間に人民党はより組織化され、ダルマチア後背地と島嶼部で徐々に勢力を拡大、1870年の選挙では遂に国会の議席の過半数を獲得した。 1873年2月15日、党はシベニクでの選挙に勝利し、アンテ・シュプクが市長に選出された。主要都市では初の勝利であった。1882年には、自治党の準軍事組織による脅迫と暴力を押しのけて人民党のガジョ・ブラトが自治党のアントニオ・バジャモンティを破り、スプリト市長となった。その後まもなく、人民党はスタリー・グラードとトロギルでも勝利し、自治党はザダル以外の主要都市を失った。人民党の躍進によって、1883年、クロアチア語はダルマチア国会の公用語となった。
同時に、クロアチア語の学校の新設も進んだ。 1866年にはクロアチア語教師学校（クロアチア語: Hrvatska učiteljska škola  ）がザダルに近いアルバナシで開校され、1883年時点で、クロアチア語教育を行う小学校は約300校、高校は3校（ドゥブロヴニク、コトル、スプリト）もの規模になっていた。さらに1898年には、クロアチア語のギムナジウムがザダルに開設された。

#### セルビア人とクロアチア人の分裂

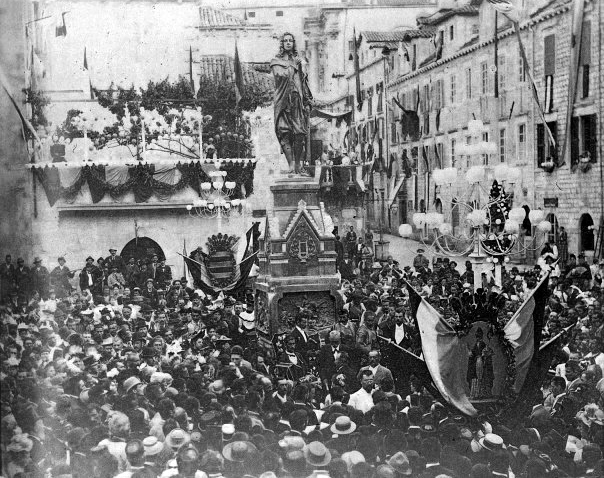
1893年5月20日、ドゥブロヴニクのイヴァン・グンドゥリッチの記念碑の除幕式の様子。

ヴーク・カラジッチ、イリア・ガラシャニン、ヨヴァン・スボティッチらがダルマチアをセルビアの土地として記し、1878年のベルリン会議でセルビア王国が独立国として認められた後、ダルマチアにおけるクロアチア人とセルビア人の関心の差が明らかになった。セルビア人はダルマチアを「セルビアの土地」として継続的に言及し始め、ダルマチア出身の多数のクロアチア人兵士の関与と犠牲、そしてボスニア・ヘルツェゴビナとクロアチア＝スラヴォニア王国の統一の要求を含んだオーストリアによるボスニア・ヘルツェゴビナ共同統治国占領でクロアチア人の熱意が高まると、クロアチア人とセルビア人の間の軋轢は激しくなった。1879年、ブコヴィツァのセルビア人たちは、人民党のミホヴィル・クライチの代わりに自治党のイタリア人候補者に投票し、人民党はこれをブコヴィツァの裏切りと呼んだ。その後まもなく、クロアチア人とセルビア人で別々の政党が設立されたが、クロアチア人はダルマチア国会で過半数を占めて続けていた。
1881年11月、コトル湾の後背地に住んでいたセルビア人とモンテネグロ人は帝国国民の義務である強制徴兵に不満を抱いて反乱を起こしたが、スティエパン・ヨヴァノヴィッチ陸軍元帥率いるオーストリア陸軍によって1882年5月に鎮圧された。
1891年、フラーノ・スピロはセルビア人によるダルマチアへの主張に反対し、ダルマチアとクロアチア＝スラヴォニア王国の統一を支持して「赤いクロアチア（クロアチア語: Crvena Hrvatska）」の出版を始めた。1893年、ドゥブロヴニクにイヴァン・グンドゥリッチの記念碑が建てられた際には、クロアチア人とセルビア人の間に大きな緊張が走った。これは、多くのクロアチアの高官、政治家、芸術家らがドゥブロヴニクを訪れたことで、地元のセルビア人やメド・プチッチのようにセルビアの思想を支持する一部のドゥブロヴニク市民の人々の思いに反して、除幕式がクロアチア国家主義を主張する場に変わってしまったからであった。
いわゆる「新方向性政策」の肯定により、セルビア人とクロアチア人の関係は改善し始め、これは1907年2月25日のザダル解決への署名によって確認された。政治家のロヴロ・モンティ博士は「セルビア人と共にあれば多くのことができる、彼らなくしては僅かなことだけが、そして彼らといがみあえば何もできない」と述べている。1905年、初めてダルマチア出身のニコラ・ナルデリ（人民党）が総督に任命され、1912年にはイタリア語が官公庁と裁判所で廃止された。ただし、オーストリア政府は公式の通信でイタリア語とドイツ語を使用し続けていた。

#### 第一次世界大戦

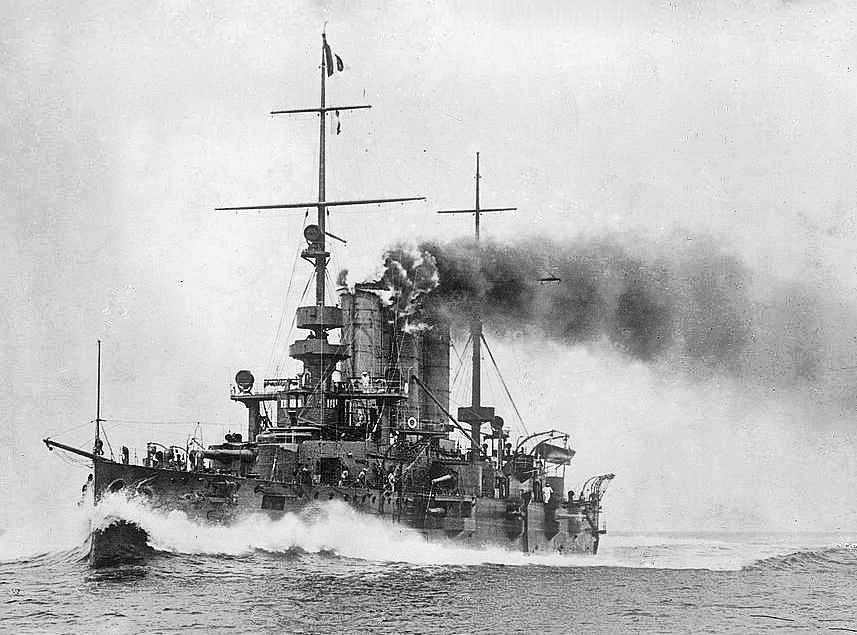
1905年、進水時のオーストリア＝ハンガリー帝国海軍前弩級戦艦エルツヘルツォーク・フェルディナント・マックス（エルツヘルツォーク・カール級3番艦）

第一次世界大戦が勃発した直後、オーストリア政府は親セルビア、または全南スラヴのための統一国家創設思想を持つとしたすべての組織を禁止し、これによって多くの著名な政治家が迫害・逮捕され、一部は国外に移住した。大戦初期はアドリア海での交戦はなかったが、1915年、ロンドン条約に従ってイタリア王国が協商国に加わると頻繁に海戦が行われるようになり、連合国によるオトラント海峡封鎖によってアドリア海の貿易はほぼ完全に停止した。政府は軍事目的で多くの船を募集し、民間の航海はほぼ完全に停止された。爆撃の恐れがあるため島嶼部と港では強制停電が課され、金属不足で多くの教会の鐘が取り外されて溶かされ、戦争目的で使用された。ラストヴォ島周辺でも戦闘が行われていたため島には砲台が置かれ、1917年にはフランス陸軍航空隊がラストヴォを爆撃した。 
ダルマチア王国では飢餓と欠乏が現れ始めたが、ハンガリー王国法では戦時にオーストリア帝冠領（ダルマチアはその飛び地であった）へ食料を輸出することは禁止されていた。飛び地であるために陸上支援を受けられないダルマチア王国は帝国直属都市トリエステを通じて食糧援助を受けたが、その量は不十分であり、時には全くに機能せず、到着が遅すぎることもあった（たとえば、1917年向けの物資は1918年に到着した ）。こうした事態を受けてフランシスコ会とザグレブの寄付者は、ダルマチアの子供をスラヴォニアとモスラヴィナに送り、十分な栄養を摂取できるよう活動する団体を組織した。大戦はダルマチアの農業を破壊した上、戦争末期にはチフス、コレラ、天然痘、スペイン風邪が流行し、多くの犠牲者が出た。 
1915年には、クロアチア人はオーストリア・ハンガリー海軍兵の34％を占めていた。海軍とは別に、ダルマチア王国民は陸上部隊、すなわち第22帝国連隊、第23ザダル帝国防衛連隊、第37ドゥブロヴニク帝国連隊、およびダルマチア騎兵ライフル隊としても戦った。イタリアの宣戦布告後、クロアチア人は過去の軋轢から戦争意欲ありと政府が期待していたため、ほとんどがイタリア戦線に送られた。
休戦を迎えると亡命が方々で発生し、1918年2月にはコトル湾で水兵反乱が起こった。 1917年、ヴイェコスラヴ・スピンチッチ、ヨシプ・スモドラク、イヴォ・プロダンが率いるオーストリア帝国議会のダルマチア王国代表者が5月宣言を記し、オーストリア=ハンガリー帝国内の全南スラヴを統一し、帝国をオーストリア、ハンガリー、クロアチアに三分する計画を提示した。戦争末期、「ダルマチア国民議会」がザダルに設立され、統一された「ダルマチア全国政府」がスプリトに設立された。これらの機関は即座にダルマチアを独自に統治し始めた。帝国崩壊間際、ステファン・サルコチッチ・フォン・ロヴチェン将軍はハンガリー王国首相ヴェケルレ・シャーンドルと皇帝カール1世に、ダルマチア王国とクロアチア＝スラヴォニア王国の統一を支持するよう働きかけたが、帝国が崩壊するまで遂に受け入れられることはなかった。 1918年10月29日、オーストリア＝ハンガリー帝国議会が解体されると、クロアチア＝スラヴォニア議会はクロアチア＝スラヴォニア王国がオーストリア＝ハンガリー帝国との国家的・法的関係を終了し、ダルマチア王国およびリエカとともにスロベニア人・クロアチア人・セルビア人国に加わることを可決した。これによって、ダルマチア王国は消滅した。

## 人口動態の歴史

### 1818年 - 1857年
M.ロルコヴィッチによると、1818年のダルマチア王国の総人口は297,912人、1825年には326,739人、1830年には338,599人、1840年には390,381人、そして1850年には393,715人であった。
1857年の国勢調査に基づくと、ダルマチア王国には415,628人の住民がいた。1857年の国勢調査の分析では、住民は318,500人（76.5％）がクロアチア人、77,500人（18.5％）がセルビア人であり、20,000人（5%）がイタリア語話者であった。ダルマチアのセルビア人の割合は、1830～50年の間は19.9％であった。都市では、住民の71％がクロアチア人、22％がイタリア人、7％がセルビア人であった。コトルには745人のセルビア人がいたが、他のすべての都市では400未満であった。ダルマチアのセルビア人の数は減少していたが、北部では増加していた。正教会には400人ごとに1人の司祭がおり、カトリックでは330人ごとに1人の司祭がいた。 

### 1880年
1880年のオーストリアの国勢調査では、ダルマチア王国内の民族について以下の結果が得られた。
- 371,565人のクロアチア人
- 78,714人のセルビア人
- 27,305人のイタリア人

### 1900年
1900年のオーストリアの国勢調査では以下の結果が得られた。 
宗教
- 496,966人のカトリック教徒
- 96,279人の正教徒
- 539人のその他の教徒

言語
- セルビア・クロアチア語：565,276人（95,2％）
- イタリア語：15,279人（2,6％）
- ドイツ語：2,306人（0,4％）
- 総計：593,784人

### 1910年
1910年のオーストリアの国勢調査によると、宗教と母国語による人口は以下の通りであった。 
宗教
- 539,057人のカトリック教徒
- 105,332人の正教徒
- 1,257人のその他の教徒

言語
- セルビア・クロアチア語：610,649人
- イタリア語：18,028人
- ドイツ語：3,081人
- その他：3,077人

## 都市
1900年の主要都市の人口は以下の通りであった。 
- ザダル（首都）：13,016人
- スプリト：18,547人
- シベニク：10,072人
- ドゥブロヴニク：8,437人

## 行政区画

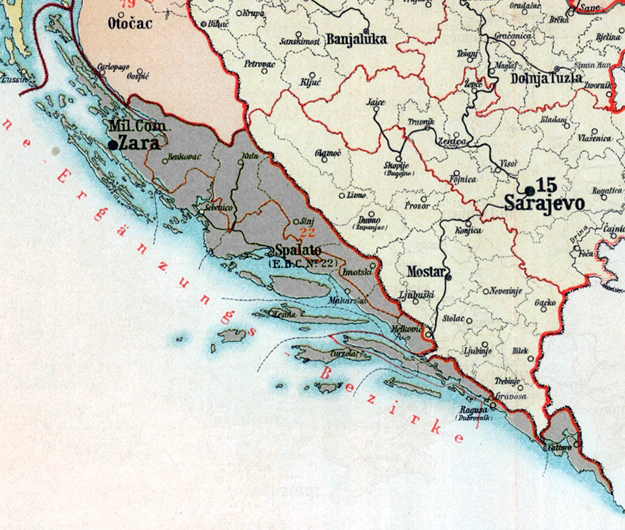
ダルマチア王国の地図。

クロアチア共和国の現代の国境に重ねたダルマチア王国の範囲。（コトル湾地域はモンテネグロに属する）

1822年から1868年まで、ダルマチア王国はザダル、スプリト、ドゥブロヴニク、コトルの4つの郡（イタリア語：circoli または capitanati circolari 、クロアチア語：okruzi または okružnapoglavarstva）に分割され、郡はより小さな地区（イタリア語：distretti - preture、クロアチア：kotari - preture）に分かれ、地区はさらに自治体（イタリア語：comuni、クロアチア：općine）に分かれていた。1868年に郡が廃止され、ダルマチアは13のより大きい（行政）区（イタリア語：distretti politici または capitanati distrettuali、クロアチア：kotari または kotarska poglavarstva）に分けられた。1880年時点で、その行政区庁所在地は以下の通りであった。
- ベンコヴァツ
- ドゥブロヴニク
- フヴァル
- イモツキ
- クニン
- コルチュラ
- コトル
- マカルスカ
- メトコビッチ
- シニ
- スプリト
- シベニク
- ザダル

行政区には政府が知事（イタリア語：capitano distrettuale、クロアチア語：kotarski poglavar）を任命し、行政区はさらに司法地区（イタリア語：distretti giudiziari、クロアチア語：sudski kotari）に分けられ、これらはさらに自治体（イタリア語：comuni、クロアチア語： općine ）に分けられた。自治体は自治体議会（イタリア語： consiglio comunale 、クロアチア語： općinskovijeće ）を持ち、市長（イタリア語： podestà 、クロアチア語： načelnik ）が議会によって選出された。

## 宗教
ローマ・カトリック大司教はザダルに勢力を有しており、コトル主教区、フヴァル主教区、ドゥブロヴニク主教区、シベニク主教区、スプリト主教区が司教区であった。正教会の頂点はザダルの司教が担っていた。
グラゴル文字で書かれたクロアチア＝スラヴォニアの典礼の使用は、ダルマチアとクロアチアのローマ・カトリック教徒が有する非常に古い特権であり、20世紀の最初の数年間に多くの論争を引き起こした。ラテン語の典礼がグラゴル文字に完全に取って代わられる危険がかなりあり、特に北部の島々やスラヴ語の要素が強力な地方では実際にそうなった。 1904年、バチカンはキュリロスとメトディウスの聖人祭でのグラゴル文字の使用、カトリックの統一を損なう可能性が高いとして禁止した。その数年前、ザダルのスラヴ大司教ライツェヴィッチは、「グラゴル文字論争」について議論する中で、この運動を「バルカン諸国での大きな革命の後、カトリックの聖職者とラテン・ローマを簡単に破れるようにするために汎スラヴ主義によって導入された革新」であるとして非難していた。

## 産業
ダルマチア王国の国民は、主に山羊を始めとする牧畜や、ブドウやオリーブの栽培、漁業、造船などを生業にしていた。

## 総督
ダルマチア王国におけるオーストリア帝国政権の長は「帝国および王国総督（イタリア語： IR Governatore Provinciale 、クロアチア語： ck Guverner ）」であり、皇帝によって任命された。 1852年から総督は「帝国および王国中尉（イタリア語： IR Luogotenente 、クロアチア語： ck Namjesnik ）」として知られていた。
以下は歴代総督の一覧である。
- フランニョ・トマシッチ（1815–1831）
- ヴェンツェスラウ・リリエンベルク・ヴァーテル（1831–1841）
- イヴァン・アウグスト・トゥルスツキ（1841–1848）
- ルートヴィヒ・フォン・ヴェルデン（1848）
- ヨシップ・イェラチッチ（1848–1859）
- ラザル・マムラ（1859–1865）
- フランニョ・フィリポヴィッチ（1865–1868）
- ヨハン・ヴァグナー（1868–1869）
- ゴットフリート・アウエルシュペルク（1869）
- ユリウス・フルク・フォン・ライデンクロン（1869–1870）
- ガヴリロ・ロディッチ（1870–1881）
- スティエパン・ヨヴァノビッチ（1882–1885）
- ルドヴィク・コルナーロ（1885–1886）
- ドラグティン・ヴラツェコヴィッチ（1886–1890）
- エミル・ダヴィド（1890–1902）
- エラスムス・ハンデル（1902–1905）
- ニコラ・ナルデリ（1905–1911）
- マリオ・アテムス（1911–1918）

## 軍
第一次世界大戦勃発時のダルマチア王国の陸軍部隊。
- 通常軍隊
  - 第22（ダルマチア）歩兵連隊「グラーフ・フォン・ラーチ」（駐屯地：スプリト）
- 帝国および王国ランドヴェーア
  - 帝国および王国騎兵ダルマチア王国ライフル分隊（駐屯地：シニ）
  - 第23帝国および王国ランドヴェーア歩兵連隊（駐屯地：ザダル）
  - 第37帝国および王国ランドヴェーア歩兵連隊（駐屯地：グルツ）

## 政治

### ダルマチア議会
ダルマチア王国は、 1861年、 1864年、 1867年、 1870年、 1876年、 1883年、 1889年、 1895年、 1901年、 1908年にダルマチア議会の選挙を行った。

### オーストリア帝国議会
ダルマチア王国は、オーストリア帝国議会に11の議席を有していた。
1907年 
1907年の選挙で、ダルマチア王国は以下の代表者をオーストリア帝国議会に選出した。
- クロアチア党
  - アンテ・デュリビッチ
  - ヴィチコ・イヴツェヴィッチ
  - フラネ・イヴァニシェヴィッチ
  - アンテ・トレシッチ・パヴィチッチ
  - アンテ・ヴコヴィッチ
  - ユーライ・ビアンキニ
- 権利党
  - イヴォ・プロダン
  - ヨシップ・ヴィルギル・ペリッチ
- セルビア人民党
  - ドゥシャン・バルヤク
  - ミホ・ビェラディノヴィッチ
- 無所属
  - フラネ・ブリッチ

1911年 
1911年の選挙で、ダルマチアは以下の代表者を選出した。
- クロアチア党
  - ヴィクコ・イヴツェヴィッチ
  - ペロ・ツィングリヤ
  - アンテ・トレシッチ・パヴィチッチ
  - ユーライ・ビアンキニ
- 権利党
  - イヴォ・プロダン
  - アンテ・デュリビッチ
  - アンテ・セサルディッチ
  - ヨシップ・ヴィルギル・ペリッチ
- セルビア人民党
  - ドゥシャン・バルヤク
  - ギュロ・ヴコティッチ
- クロアチア大衆進歩党
  - ヨシップ・スモドラカ

## 文学
- Bilandžić, Dušan (1999). Hrvatska moderna povijest. Golden marketing. ISBN 953-6168-50-2
- Macan, Trpimir (1992). Povijest hrvatskog naroda. Školska knjiga. ISBN 86-401-0058-6
- Stipetić, Vladimir (2012). Dva stoljeća razvoja hrvatskog gospodarstva (1820.-2005.). HAZU. ISBN 978-953-154-110-7